# Willie Weberg
Willie Hubert Weberg, ursprungligen Johansson, född 16 december 1910 i Helsingborg, död 31 augusti 1995, var en svensk målare och tecknare.

## Biografi
Willie Weberg var son till avdelningschefen Johan Martin Johansson och Withalia Weberg och gift 1943–1950 med textilkonstnären Isabella Anna Wrangel von Brehmer. Han växte upp i Ängelholm och kom som 18-åring in på Kungliga Tekniska högskolan i Stockholm. Han lämnade den efter ett år för att studera konst vid Högre konstindustriella skolan 1928–1932 och därefter vid Otte Skölds målarskola 1932–1933 samt för Isaac Grünewald vid Kungliga konsthögskolan 1933–1939 och genom självstudier under resor till bland annat Nederländerna, Belgien, Tyskland, Frankrike, England och Spanien. En udda kombinerad målar- och studieresa var då han 1953 mönstrade på valkokeriet Thorshövdi i Sandefjord i Norge. Under cirka fem månader levde Weberg ombord på fartyget, där han med kamera, akvarellblock, färger och dagboksanteckningar nedtecknade alla händelser han upplevde under fartygets färd i Antarktis. Materialet från resan presenterade Weberg vid flera utställningar under åren 1956–1958 i Sverige och Norge samt publicerade i dagspressen och i tidskriften Konstrevy. När han avslutade sina konststudier medverkade han i skolans avslutningsutställning 1939. Han ansökte i maj 1940 om ett resestipendium och erhöll 4 000 kr ur akademiens särskilda stipendiefond, vilket var det högsta utbetalda beloppet det året. Pengarna var egentligen avsedda för resor utomlands, men andra världskriget förhindrade detta. Han tilldelades även ett resestipendium från akademien 1949 och Stockholms stads konstnärsstipendium 1964.
Att Weberg valde Vik berodde nog mycket på hans ungdomskärlek Isabella Wrangel, som tillbringade sina ungdomsår på Kivik under de varma sommarmånaderna. Under 1920–1930-talen var Kivik mycket känt för många konstnärers vistelser. Sommaren 1941 återvände Willie Weberg och Isabella Wrangel till Kivik för att måla. De gifte sig 1943 och fann då ett hus på Vik, där de stannade under några månader. Från 1944 blev Vik en tillflyktsort för Weberg, där han sedermera hämtade många motiv under årens lopp. Han målade kustens liv, med tjära, ålhommor, uppdragna hommebåtar på land för vintern och i fiskelägets färger och landskapet kring Stenshuvud och hedarna gav mycket inspiration till nya bilder. Fält med vitnat gräs växer med umbra och svart i en ständig dialog.
Ett centralt verk tillkom under en arbetsresa till Cypern tillsammans med BrittMarie Pyk-Weberg. Gemensamma upptäcktsfärder på ön införde havsfynd och båtar i motiv- och medvetande kretsen.
Under 1970-talet tillkom fyra monumentala verk – en intensiv rumsskapelse i målat kakel för Danderyds sjukhus, 1976, och skisser för Simrishamns sjukhus, Länsstyrelsen i Malmö och Åkersberga sjukhus. De två sistnämnda är från 1979. Då hade Willie Weberg redan drabbats av sjukdom.
Han debuterade separat på Modern konst i hemmiljö 1940 som följdes av en ny separatutställning på samma galleri 1944 där han visade upp målningar som anknöt till Karl Isaksons soliga Christiansomåleri. Efter en liten nyorientering av sin konstsyn ställde han tillsammans med fem andra målare ut på Gummesons konsthall 1949 där man kunde se att flytten till Vik påverkat hans konst i riktning mot Olaf Rude och Oluf Høsts konststil. Separat ställde han därefter ut i bland annat Ängelholm, Helsingborg samt Oslo och Sandefjord i Norge. Tillsammans med Johnny Mattsson ställde han ut i Vindeln och han medverkade i en rad representativa utställningar arrangerade av Sveriges allmänna konstförening och Svenska konstnärernas förening samt som regelbunden utställare i Helsingborgs konstförening. 
Webergs långa aktiva konstnärstid kan spåras i olika sammanhang, man kan se Otte Skölds konstmoral att i en målning se den intellektuella verkligheten och Grünewalds teorier om kalla och varma färger, båda dessa lärare satte tydliga spår i Webergs tidiga konstproduktion.
Hans konst består av modellstudier, porträtt, landskapsskildringar från Skåne, Hanöbukten utförda i olja. Weberg är representerad vid Nationalmuseum. Moderna museet, Malmö konstmuseum, Ystads konstmuseum, Tomelilla konsthall, Waldemarsudde samt i Nationalmuseums porträttsamling på Gripsholms slott, Simrishamns stad, Kristianstads museum, prins Eugens Waldemarsudde och Helsingborgs museum.